# Baby Come Back
"Baby Come Back" é uma canção do grupo de pop/rock Player escrita pelos músicos e compositores JC Crowley e Peter Beckett. Gravada em 1977, aparece no álbum de estreia Player, lançado pela RSO Records e foi a única que lhes deu sucesso durante a carreira. A canção alcançou a #1 da Billboard Hot 100 entre 14 de janeiro e 28 de janeiro de 1978 e foi uma das canções mais memoráveis do grupo desde aquela época até hoje. Representa vários estilos: rock, pop rock, o soft rock e a música disco. Com este hit da banda foi eleita pela Billboard como "nova e melhor banda de rock'n'roll" no mesmo ano.

## Paradas musicais
| Paradas (1977-1978)                         | Posição |
| ------------------------------------------- | ------- |
| U.S. Billboard Hot 100                      | 1       |
| U.S. Billboard Hot R&B/Hip-Hop Songs        | 10      |
| Canada Top Singles (RPM)                    | 1       |
| UK Singles (The Official Charts Company)    | 32      |
| New Zealand Top Singles (Recorded Music NZ) | 4       |
| Dutch Top 40                                | 21      |